# VI Festival Internacional de la Canción de Viña del Mar
El VI Festival Internacional de la Canción de Viña del Mar, o simplemente Festival de Viña del Mar 1965, se realizó en el anfiteatro de la Quinta Vergara, en Viña del Mar, del 19 al 28 de febrero de 1965.
El evento fue animado durante diez jornadas por Ricardo García y Raúl Matas, y transmitido por la Radio Minería, que entonces tenía la franquicia de la transmisión del festival. Fue inaugurado por Juan Andueza Silva, alcalde de Viña del Mar.

## Artistas invitados
- Carlos Helo (humorista)
- Chabuca Granda, acompañada de Óscar Avilés
- Gloria Benavides
- Héctor Gagliardi
- Jorge Romero (humorista)
- Las Cuatro Brujas
- Los Hermanos Campos
- Los Tigres
- Manolo González (humorista)
- Monna Bell
- Pat Henry

## Relevancia histórica
- Por primera vez, el ganador de la competencia popular, asistiría directamente al Festival Internacional de la Canción de Benidorm, España, y en calidad de invitado de honor, patrocinado por la Aerolínea Iberia, que le regala los pasajes y la estadía en Benidorm.
- Entre 1965 y 1969, los ganadores de la competencia internacional asistirían al Festival de Benidorm, iniciando así sus vínculos con otros festivales internacionales de la canción, lo que permitió promover mejor la participación de autores extranjeros en la competencia a partir de los años 1970.
- Desde esta edición hasta la edición de 1968, los ganadores de la competencia folclórica recibirán el Arpa de Oro, galardón exclusivamente hecho para esta competencia; la competencia popular seguiría recibiendo la Lira de Oro hasta la edición de 1968.
- Son cientos de canciones que son presentadas a la Dirección de Turismo de Viña del Mar, donde se efectúa la preselección.
- La comisión organizadora del evento es presidida por el fundador Carlos Ansaldo e integrada por Francisco Santoro y Vicente Gaponov, como secretario y tesorero, respectivamente.
- Además de representantes de Chile, por primera vez el jurado estuvo integrado por miembros de Argentina, México, Perú y Uruguay.[1]
- Las entradas para la jornada de clausura se agotaron dos días antes.
- Los creadores del evento jamás imaginaron la magnitud que tendía este evento a nivel nacional.
- Cecilia Pantoja ganó la competencia popular con apenas 22 años.[2]

## Competencias
Internacional
- 1.er lugar: «Como una ola» de María Angélica Ramírez, interpretada por Cecilia.
- 2.º lugar: «Vengo de llorar».
- 3.er lugar: «Quiero».

El ganador de la competencia internacional pudo participar en el Festival Internacional de la Canción  de Benidorm como invitado de honor.
Folclórica
- 1.er lugar: «Mano nortina» de Hernán Álvarez, interpretada por Los Cuatro Cuartos.
- 2.º lugar: «La Dama Blanca», cueca, de Lidia Urrutia de Canut de Bon, quien intervino con el seudónimo de “Simbad”. Fue interpretada por Esther Soré y el dúo Leal del Campo.
- 3.er lugar: «El corralero» de Sergio Sauvalle, interpretada por Los de Las Condes.

Los ganadores de la competencia folclórica recibieron por primera vez el Arpa de Oro, galardón exclusivamente hecho para esta competencia.